# لوبتس

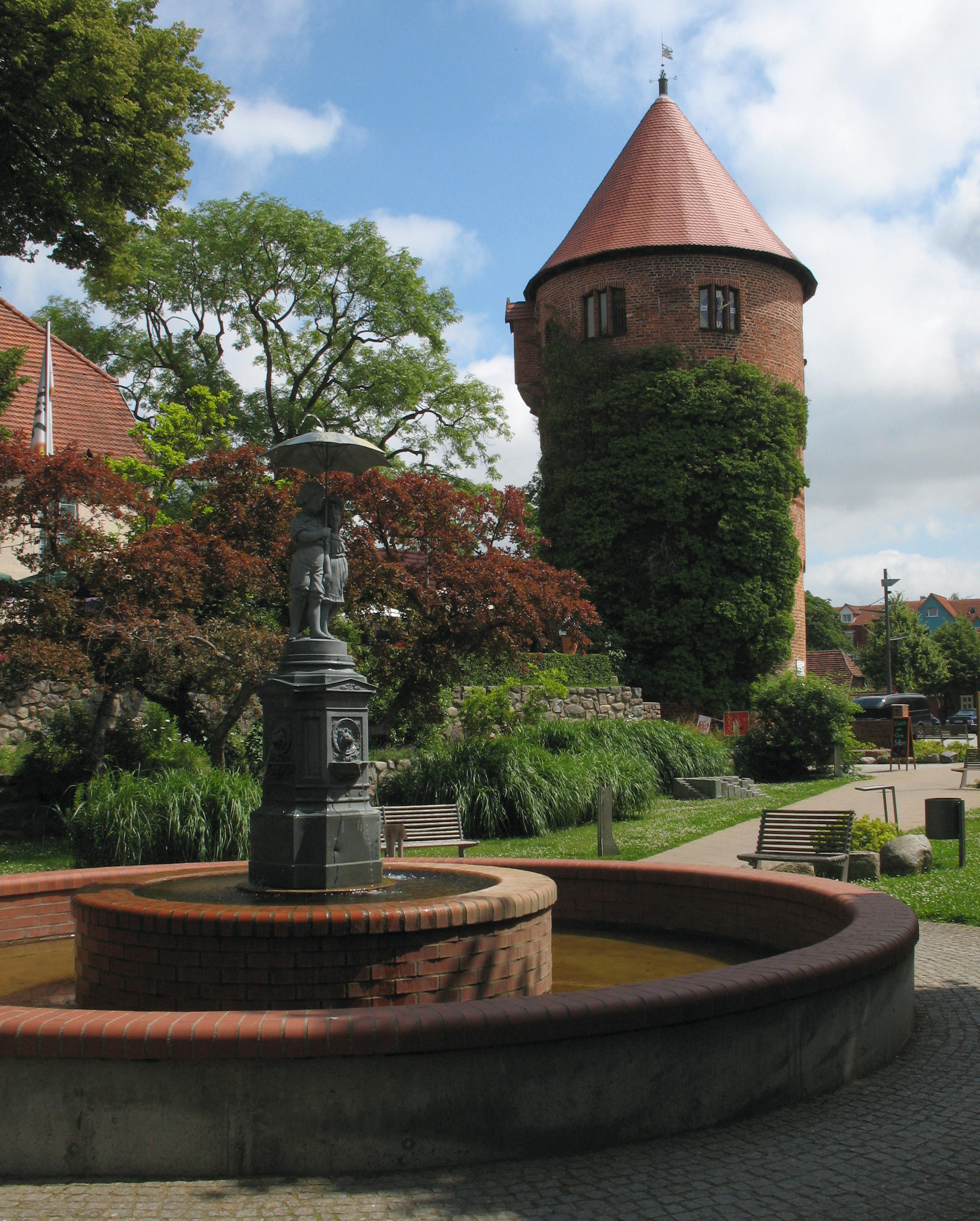

شهر لوبتس (به آلمانی: Lübz) در ایالت مکلنبورگ-فورپومن در کشور آلمان واقع شده‌است.